# اوتسویا نو کاتا
اوتسویا نو کاتا (به ژاپنی: おつやの方 Otsuya no Kata); ۱ ژانویهٔ ۱۵۵۰ – دسامبر ۱۵۷۵) یک زن جنگجو اونا بوگیشا در دوره سنگوکو و حاکم قلعه/ حاکم قلعه ایوامورا اهل ژاپن بود. او دختر اودا نوبوسادا (پدربزرگ نوبوناگا) و خواهر اودا نوبوهیده و عمه اودا نوبوناگا بود.
گفته می‌شود پس از اینکه تویاما کاگه‌تو، ارباب قلعه ایوامورا در ولایت مینو (شهر انا، گیفو، استان گیفو)، در ۱۴ اوت ۱۵۷۲ درگذشت، پسر پنجم اودا نوبوناگا به نام اودا کاتسوناگا به عنوان فرزندخوانده وارد قلعه ایوامورا شد. خاندان تویاما هم تابع خاندان تاکدا و هم خاندان اودا بود. طبق شجره نامه، همسر تویاما کاگه‌تو، اوتسویا، عمه نوبوناگا بود که از خاندان اودا آمده بود. تویاما کاگه‌تو بدون وارث درگذشت، بنابراین به درخواست یک جناح وابسته در خانواده تویاما که از طرف اودا حمایت می‌کرد، فرزند نوبوناگا را به فرزندخواندگی دریافت کرد و او را جانشین خاندان تویاما کرد. در نتیجه، خاندان تویاما در اردوگاه خاندان اودا گنجانده شد.
در نوامبر همان سال، در طی عملیات سیجو تاکدا شینگن در ولایت کای به این منطقه وارد شد، آکی‌یاما نوبوتومو (نوبوتومو) ملازم تاکدا به عنوان یک نیروی جدا شده از ولایت شینانو به ولایت مینو حمله کرد و قلعه ایوامورا را محاصره کرد. قلعه ایوامورا تسلیم شد زیرا ملازمان طرفدار تاکدا به این درخواست پاسخ دادند. گفته می‌شود که با طرف تاکدا توافق‌نامه صلح به شرطی بسته شد که اوتسویا نو کاتا، آکی‌یاما نوبوتومو را به عنوان شوهر خود بپذیرد و فرزندخوانده خود را بزرگ کند. در ۱۴ نوامبر، ارتش تاکدا وارد قلعه ایوامورا شد.